# Kasteel Morange
Het Kasteel Morange (Frans: Château Morange) is een kasteel in de Franse gemeente Saint-Denis op het eiland Réunion. Het gebouw is een beschermd historisch monument sinds 2010.